# Shohei Matsunaga
Shohei Matsunaga (松永 祥兵 Matsunaga Shohei?), född 7 januari 1989 i Shizuoka prefektur, är en japansk fotbollsspelare.
Matsunaga började sin karriär 2008 i Schalke. 2010 flyttade han till Ehime FC.